# 新米科拉伊夫卡 (第聶伯羅區)
48°18′30″N 34°52′2″E / 48.30833°N 34.86722°E
新米科拉伊夫卡（烏克蘭語：Новомиколаївка），是烏克蘭中部的村落，隸屬第聶伯羅彼得羅夫斯克州第聶伯羅區的蘇爾斯科-利托夫斯凱市鎮。該村處於莫克拉蘇拉河左岸，分別距離澤萊內哈伊2公里和蘇爾斯科-利托夫斯凱3.5公里，海拔高度87米，2001年人口1,314。